# Lactarius aurantiacus
Espèce
Synonymes
- Agaricus mitissimus Fr.[2]
- Lactarius aurantiacus var. mitissimus (Fr.) J.E. Lange[2]
- Lactifluus mitissimus (Fr.) Kuntze[2]

Lactarius aurantiacus, parfois appelé lactaire orangé, lactaire doux ou lactaire très doux, est une espèce de champignons de la famille des Russulaceae. 

## Description morphologique
Le chapeau est globalement orange (de jaune orangé à roux orangé) et produit un lait blanc et doux. Sa surface lisse, de forme convexe légèrement déprimé, présente parfois un mamelon en son centre. Ce chapeau mesure de 2 à 6 cm de diamètre,,.

## Comestibilité
Le Lactarius aurantiacus est non comestible.